# Khanapur
Khanapur là một thị xã panchayat của huyện Belgaum thuộc bang Karnataka, Ấn Độ.

## Địa lý
Khanapur có vị trí 15°38′B 74°31′Đ / 15,63°B 74,52°Đ Nó có độ cao trung bình là 649 mét (2129 feet).

## Nhân khẩu
Theo điều tra dân số năm 2001 của Ấn Độ, Khanapur có dân số 16.563 người. Phái nam chiếm 51% tổng số dân và phái nữ chiếm 49%. Khanapur có tỷ lệ 74% biết đọc biết viết, cao hơn tỷ lệ trung bình toàn quốc là 59,5%: tỷ lệ cho phái nam là 81% và tỷ lệ cho phái nữ là 68%. Tại Khanapur, 12% dân số nhỏ hơn 6 tuổi.